# 中の川駅
中の川駅（なかのがわえき）は、かつて北海道寿都郡黒松内町に存在した寿都鉄道の駅（廃駅）である。

## 概要
- 1920年（大正9年）10月24日 - 開業[1]。
- 1922年（大正11年）3月2日：約300m寿都側に駅を移転[2]。
- 1968年（昭和43年）8月14日 - 休止となる[3]。
- 1972年（昭和47年）5月11日 - 寿都鉄道廃線に伴い廃止。

## 駅周辺
朱太川支流である中の川・添別川の合流地点にほど近い。
- 睦一号橋
- 北海道道9号寿都黒松内線

## 隣の駅
寿都鉄道
黒松内駅 - 中の川駅  - 湯別駅